# Brummer József portréja
A Brummer József portréja című képű Henri Rousseau alkotása, amely a londoni National Gallery gyűjteményének része. 

## Története
A festmény Brummer József magyar szobrászt, párizsi műkereskedőt ábrázolja, ahogy cigarettázva ül egy vörösbársony-huzatú karosszékben, mögötte a Rousseau művészetét jellemző gazdag flóra. A kép olajjal készült vászonra, mérete 115,9 × 88,3 centiméter.
Brummer a kép keletkezésének évében, 1909-ben nyitotta meg galériáját a francia fővárosban, ahol afrikai műtárgyakkal kereskedett. Egyike volt Rousseau legelkötelezettebb patrónusainak. A kép jellegzetes példája a francia festő portré-tájképeinek. Ezek az alkotások olyan portrék, amelyek tájképekben helyezkednek el, és utóbbiak, mintegy útmutatókén szolgálnak a festő modelljéhez.
Rousseau gondosan kidolgozott dzsungelképeit, amelyet vadállatok és színes növényi vegetáció népesített be, nem fogadták jól kezdetben, kritikusai gyerekesnek nevezték technikáját. Az 1905-ös párizsi őszi Szalonon kiállított képe, Az éhes oroszlán ráveti magát az antilopra, meghozta számára az elismerést. A kép csodálói között volt Pablo Picasso és Robert Delaunay, valamint későbbi hűséges műkereskedője, Brummer József.